# John Haraldson, Earl of Caithness
John Haraldson, Earl of Caithness und Jarl von Orkney († 1230 oder 1231 in Thurso) war ein norwegisch-schottischer Adliger.

## Herkunft
John war ein jüngerer Sohn von Harald Maddadsson, Earl of Caithness und Orkney und dessen zweiten Frau Gormlath MacHeth. Sein Vater musste Thorfinn, seinen Sohn aus erster Ehe, als Geisel dem schottischen König Wilhelm I. übergeben. Nachdem Earl Harald 1201 Bischof John von Caithness angegriffen hatte, wurde Thorfinn geblendet und entmannt. Daraufhin wurde nach dem Tod von Earl Harald 1206 Caithness zwischen John und seinem Bruder David geteilt, bis nach dem Tod von David 1214 ganz Caithness an John fiel.

## Unterwerfung durch den schottischen König
Als Earl of Caithness war John den schottischen Königen, als Earl bzw. Jarl von Orkney den norwegischen Königen untertan. Allerdings konnte er bislang durch die Abgelegenheit dieser Gebiete gegenüber beiden Herrschern eine größere Autonomie behaupten. Im Sommer 1214 zog jedoch der alte schottische König Wilhelm I. erneut nach Nordschottland. Er traf sich mit John in Moray und konnte ihn zur Unterwerfung bewegen. John musste eine seiner Töchter als Geisel dem König übergeben. Der König durfte die Tochter mit einem seiner Vasallen verheiraten, und dazu musste John ein Bündnis mit dem König schließen. Mit wem die Tochter verheiratet wurde, ist unbekannt. Möglicherweise wurde sie mit einem Mitglied der Familie des Earls of Angus verheiratet, denn diese Familie erhielt später die Titel von John. Nach dem Tod des schottischen Königs kam es 1215 in Moray zu einer Revolte von Donald Ban Macwilliam gegen den neuen König Alexander II. Obwohl Macwilliam von Kenneth Macheth, einem Verwandten von Johns Mutter, unterstützt wurde, und trotz des Schicksal von Johns Halbbruder Thorfinn gibt es keinen Nachweis, dass er an der Revolte beteiligt war. Auch aufgrund der mangelnden Unterstützung durch John konnte die Revolte rasch niedergeschlagen werden.

## Mord an Bischof Adam von Caithness
Der alte Streit von Johns Vater mit Bischof John, der 1201 oder 1202 eskaliert war, mag dazu beigetragen haben, dass John mit Adam, dem Nachfolger von Bischof John, ebenfalls einen erbitterten Streit führte. Der Bischof versuchte, die Privilegien der Kirche im nordisch geprägten Caithness zu übernehmen. Er erhöhte die Abgaben an Butter und Käse, die die Bewohner als Zehnten zahlen sollten, was bei den Bewohnern und beim Earl auf Ablehnung stieß. Der Konflikt eskalierte 1222, wobei der Bischof von Pächtern von Earl John ermordet wurde. Nach einer anderen Darstellung soll Earl John sogar in Gegenwart des Bischofs dessen Kaplan erschlagen und den Neffen des Bischofs verletzt haben. Dann ließ er den Bischof fesseln, sperrte ihn in die Küche und ließ das Haus in Brand setzen. Auf jeden Fall soll John nichts gegen den Mord an dem Bischof, der klar als Vertreter des Königs in Nordschottland galt, unternommen haben. Möglicherweise sah der Earl seine Stellung durch die wachsende Macht von Ferchar MacTaggart in Ross und von William de Moravia in Sutherland bedroht, die beide die Unterstützung des Königs hatten. Er erwartete offenbar, dass König Alexander II. zu einer Pilgerreise nach England aufbrach und deshalb den Mord nicht so schnell ahnden würde. Der König reagierte aber schnell und ahndete das Verbrechen streng. Er führte noch im Herbst 1222 einen Feldzug nach Caithness und zwang John, die Pächter, die an dem Mord beteiligt waren, auszuliefern. 80 von ihnen ließ der König streng bestrafen. John musste große Teile von Caithness dem König übergeben und versprechen, eine Pilgerreise nach Rom zu unternehmen. Weihnachten 1222 war John am Hof des Königs in Forfar und konnte erreichen, dass er gegen die Zahlung einer hohen Strafe die abgetretenen Teil von Caithness zurückerhielt. Zum neuen Bischof von Caithness ließ der König Gilbert of Moray, einen Angehörigen der in der Region einflussreichen Adelsfamilie Murray wählen. Bischof Gilbert verlegte den Sitz des Bistums von Halkirk nach Dornoch in Sutherland, dabei wurde er von dem mit ihm verwandten William de Moravia, Lord of Sutherland unterstützt. Earl John versuchte vergeblich, die Politik des Bischofs zu verhindern, um die Kontrolle über die Diözese zu behalten.

## Rolle im Krieg von 1230
Trotz seiner Unterwerfung 1222 blieb John ein unzuverlässiger Untertan des schottischen Königs. Dies zeigte sich während des norwegischen Feldzugs nach Westschottland 1230, als die norwegische Flotte auf den Orkneys einen Zwischenhalt machte. John verstärkte die Flotte durch zwanzig Langboote, nahm aber selbst nicht an dem Feldzug teil. Offenbar wollte er nicht offen als Gegner des schottischen Königs in Erscheinung treten.

## Ermordung und Nachfolge
Die Demütigung, die John 1222 durch den schottischen König erfahren hatte, führte wahrscheinlich mit zu seinem Niedergang. Offenbar wollten mehrere lokale Adlige John durch einen Verwandten von ihm ersetzen. Ihre Wahl fiel auf Snaekoll Gunnison, einen Urenkel von Jarl Rögnvald Kali Kolsson. Snaekoll fand auch die Unterstützung von Hanef Ungi, dem Vertreter des norwegischen Königs auf Orkney, dessen Männer schließlich 1230 John ermordeten. Nach anderen Angaben fand der Mord erst 1231 statt. Verwandte und Freunde von John versuchten, sich an Hanef Ungi und Snaekoll zu rächen, die sich in Cubbie Roo’s Castle auf der Insel Wyre verschanzten. Da die Anhänger von John die Burg nicht erobern konnten, kam es zu einem Patt zwischen den beiden Lagern. Daraufhin einigten sich beide Parteien, nach Norwegen zu reisen und sich dem Urteil von König Håkon IV. zu unterwerfen. Dank seiner Kontakte zum König konnte sich Hanef Ungi einer Verurteilung entziehen. Die Verwandten und Unterstützer von John reisten nach Schottland zurück, doch ihr Schiff, die Gödingaskip, sank auf der Rückreise und alle an Bord ertranken. Damit war die bisherige gesellschaftliche und politische Elite von Orkney und Caithness mit einem Schlag ausgelöscht und die Nachfolge von John völlig ungeklärt. Der schottische König erreichte daraufhin, dass Caithness nach dem feudalen Erbrecht an den in weiblicher Linie mit John verwandten Earl of Angus fiel. Der Titel fiel schließlich an Magnus, einem Verwandten des Earls of Angus. Der neue Earl von Caithness und Jarl von Orkney fühlte sich aufgrund seiner Herkunft vor allem dem schottischen König verbunden, so dass der norwegische Einfluss in Nordschottland erheblich sank.